# Amphipyra micans
Amphipyra micans ist ein Schmetterling (Nachtfalter) aus der Familie der Eulenfalter (Noctuidae). Das Artepitheton leitet sich von dem lateinischen Wort micans mit der Bedeutung „Die Glänzende“ ab und bezieht sich auf den leicht glänzenden Schimmer der Falter.

## Merkmale

### Falter
Mit einer Flügelspannweite von 28 bis 31 Millimetern zählen die Falter zu den kleineren Amphipyraarten. Die Vorderflügeloberseite hat eine dunkelgraue bis dunkel rotbraune, bei frisch geschlüpften Exemplaren leicht glänzende Farbe. Die Diskalregion ist schwarzbraun verdunkelt, die Submarginalregion zuweilen leicht aufgehellt und mit schwarzen Längsstrichen gezeichnet. Die äußere Querlinie ist stark gewellt, die Ringmakel zu einem kleinen weißen Punkt reduziert. Die Hinterflügeloberseite ist zeichnungslos graubraun.

### Raupe
Die Raupen haben eine hellgrüne bis grasgrüne Färbung, eine deutliche weiße Rückenlinie, dünne weiße Nebenrückenlinien sowie einen breiten weißen Seitenstreifen. Die kleinen Stigmen sind weiß und schwarz umrandet.

### Ähnliche Arten
- Amphipyra stix unterscheidet sich deutlich durch die gelbgrau bis weißgrau gefärbte Submarginalregion der Vorderflügeloberseite.
- Amphipyra molybdea zeigt meist ein insgesamt helleres Erscheinungsbild. Eine eindeutige Bestimmung ist mittels einer genitalmorphologischen Untersuchung möglich.

## Verbreitung und Lebensraum

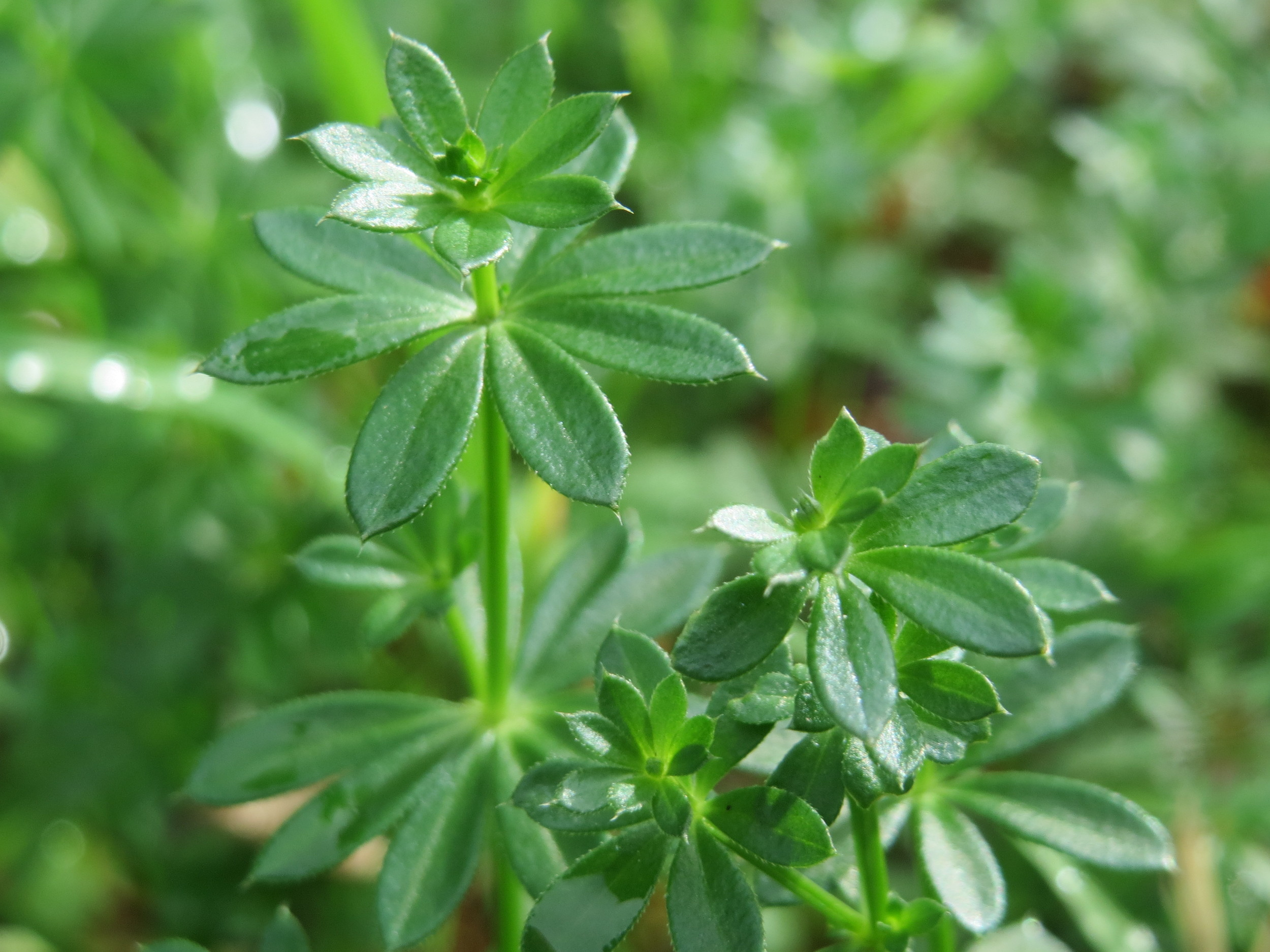
Wiesen-Labkraut, die bevorzugte Raupennahrung

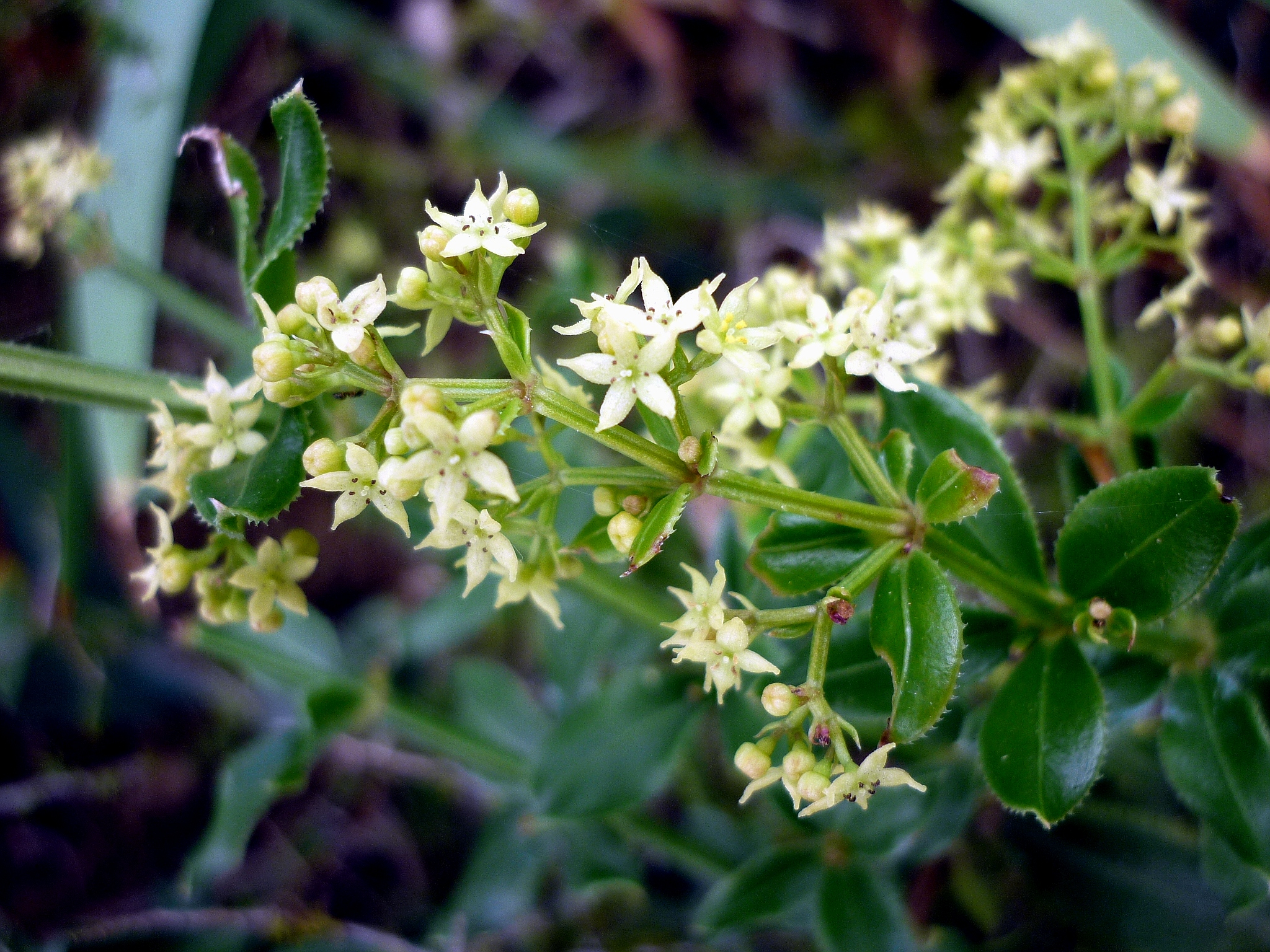
Kletten-Krapp, eine Raupennahrung

Amphipyra micans hat eine Mediterran-asiatische Verbreitung und kommt in Südosteuropa vor. Außerhalb Europas ist die Art in der Türkei, Transkaukasien, Syrien, im Libanon, auf Zypern sowie in Israel zu finden. Hauptlebensraum sind halboffene, Gebüsch reiche Gebiete.

## Lebensweise
Die Falter fliegen zwischen Mitte Juli bis Mitte September in einer Generation im Jahr. Sie sind nachtaktiv und besuchen künstliche Lichtquellen sowie Köder. Die Raupen ernähren sich in erster Linie von den Blättern des Wiesen-Labkrauts (Galium mollugo) sowie von Färberrötenarten (Rubia), beispielsweise dem Kletten-Krapp (Rubia peregrina). Die Art überwintert im Eistadium.